# Szyb „Andrzej”
Szyb Andrzej (do 1922 roku niem. Aschenborn   ) – zwyczajowa nazwa zabytkowej szybowej wieży wyciągowej kopalni węgla kamiennego Gottessegen  (od 1922 roku Błogosławieństwo Boże), znajdującej się w Rudzie Śląskiej przy ul. Obrońców Westerplatte i ul. Odrodzenia  .

## Historia

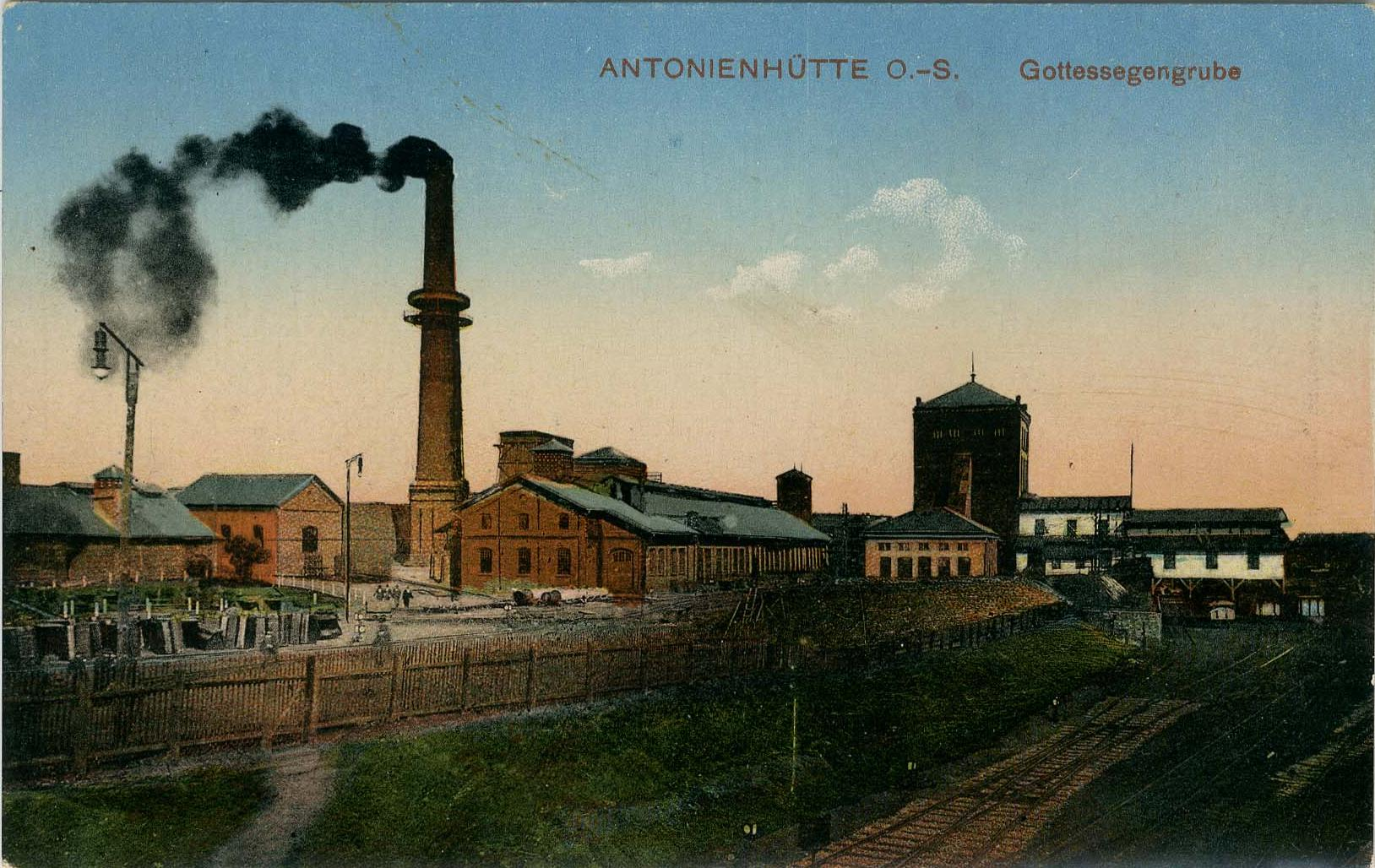
Kopalnia Gottessegen, widoczny szyb Aschenborn (Andrzej), niemiecka pocztówka, przed 1922 r.

Głębienie szybu rozpoczęto około 1870 roku   . Udostępniał pokłady od 402 do 411, osiągnął głębokość 365,25 metrów, był przekroju beczkowego w obudowie ceglanej.
Był to szyb wdechowy, wydobywczy i materiałowy pierwotnie z dwoma klatkami poruszanymi początkowo silnikami parowymi, a później elektryczną maszyną wyciągową firmy Minzer, pierwotnie wykorzystywaną w kopalni Bobrek przy szybie Stanisław . W XX wieku szyb pełnił funkcje pomocnicze, był wykorzystywany do odwadniania wyrobisk, wypompowana woda była wykorzystywana do zaopatrzenia zakładów przemysłowych i okolicznych osiedli.
Pierwotna nazwa Aschenborn pochodziła od nazwiska dyrektora kopalni Gottessegen – Adolfa Aschenborna  .
Kopalnia Błogosławieństwo Boże została zatrzymana w 1926 roku , szyb był jednak  nadal wykorzystywany. 
Od 1928 roku kopalnia weszła w skład spółki „Wirek – Kopalnie” S.A, w tym czasie do rejonu szybu Andrzej prowadziła kolejka linowa z szybu Arthur w Kochłowicach, którą transportowano niesortowalny węgiel.
Od 1945 roku szyb Andrzej stanowił część kopalni węgla kamiennego Wanda-Lech. Uruchomiono jednopiętrową klatkę. Do 1969 roku szybem wydobywano niewielkie ilości węgla.
Służył również później pobliskiej kopalni Pokój jako szyb wentylacyjny pokładu 405 . 
Urządzenie wyciągowe zostało zdemontowane w 1969 roku a maszynownia została zaadaptowana na warsztat samochodowy. Sam szyb zasypano w 1976 roku. W 1994 roku przeprowadzono rozbiórkę budynków na terenie zespołu dawnej kopalni Błogosławieństwo Boże, wyburzono maszynownię i magazyny.
Do budynku od strony zachodniej około 1900 roku dobudowano halę maszyny wyciągowej wraz z magazynem podręcznym i rozdzielnią. Od strony południowej znajdowała się sortownia (pierwotnie była to konstrukcja drewniana, która spłonęła w 1915 roku). Od strony północnej znajdowała się kotłownia, maszynownia, wydział elektryczny oraz budynek warsztatu mechanicznego. Pomiędzy kotłownią a szybem wiodły tory kolejki wąskotorowej. Od strony zachodniej znajdował się basen osadnikowy (tzw. osadnik) oraz łaźnia .
W 2002 roku rozpoczęto rewitalizację budynku nadszybia, w latach 2005-2006 oraz w 2009 roku zrekonstruowano dach i przeprowadzono remont elewacji .

## Konstrukcja
Szyb Andrzej to czworokątna wieża wyciągowa w formie tzw. baszty małachowskiej , przypominająca stylistycznie średniowieczne baszty obronne . 
Szyb Andrzej wykonany jest w układzie pionowym, o przekroju beczkowatym o wymiarach 5230 x 4820 mm w obudowie z cegły z prowadnikami dębowymi z przedziałem drabinowym. Budynek szybu (tzw. budynek nadszybia) jest murowany, ceglany na podstawie kwadratu o boku 14 m. Ma wysokość 23,4 m (pierwotnie dach miał 4,4, m co łącznie dawało wysokość 28 m). Grubość murów do wysokości 5,5 m wynosi 1,30 m, następnie do wysokości 17,8 m (do poziomu pomostu kół linowych) grubość wynosi 1,03 m, powyżej grubość wynosi 0,51 m. Wieża ma fundamenty sięgające około 6 metrów poniżej poziomu terenu. Budynek nadszybia wyposażony był w koła linowe o średnicy 4225 mm umieszczone na wysokości 18 oraz 21 metrów ponad zrębem szybu. Pierwotnie nakryta była dachem ostrosłupowym o konstrukcji stalowej. Wieża posiada trzy części: parterową, związaną z zabudową uzupełniającą; piętrową, z dużymi oknami oraz poddasza rytmizowaną małymi okienkami wraz z koroną (krenelażem) .